# Grossdietwil
Grossdietwil (toponimo tedesco) è un comune svizzero di 876 abitanti del Canton Lucerna, nel distretto di Willisau.

## Geografia fisica
Il territorio del comune di Grossdietwil si estende nella valle della Rot e comprende anche le exclavi di Arpolingen, Eppenwil e Kället.

## Monumenti e luoghi d'interesse
- Chiesa parrocchiale cattolica di San Giovanni Battista, eretta nell'VIII-IX secolo, ristrutturata nell'XI-XIII secolo, nel 1334, nel 1507 circa e nel 1665-1667 e ricostruita nel 1879-1880[3].

## Società

### Evoluzione demografica
L'evoluzione demografica è riportata nella seguente tabella:
Abitanti censiti

## Economia
L'economia locale si basa prevalentemente sull'agricoltura.